# Eutychian
Eutychian (ur. w Toskanii zm. 7 grudnia 283 w Rzymie) – święty Kościoła katolickiego, 27. papież w okresie od 4 stycznia 275 do 7 grudnia 283.

## Życiorys
Liber Pontificalis przedstawia go jako Toskańczyka, syna Marynusa. W okresie sprawowania rządów przez Eutychiana w kościele w 275 roku król Persji kazał ukrzyżować Manesa. O tym pontyfikacie niewiele wiadomo. Utrzymuje się zwyczaj, że to on ustalił by święcić nabyte plony na polach oraz że pogrzebał aż 342 męczenników. Obie te tezy, podobnie jak tezę o jego męczeńskiej śmierci należy odrzucić.
Zmarł śmiercią naturalną w Rzymie. Był ostatnim papieżem pochowanym w katakumbach św. Kaliksta.
Dniem pamięci o św. Eutychianie jest dzień 7 grudnia.